# U.S. Palmese
U.S. Palmese è un film del 2024 diretto dai Manetti Bros..

## Trama
Etienne Morville è un astro nascente del calcio mondiale. Proviene dalle banlieue parigine ma cerca di trovare il successo a Milano. Il comportamento che ha in campo però lo porta ad una squalifica che rischia di spegnere ogni possibilità di progredire al suo successo. A Palmi, in Calabria, un pensionato, don Vincenzo, inizia a pensare all'idea di ingaggiarlo per farlo giocare nella squadra del luogo, la U.S. Palmese.

## Produzione
Il film, diretto da Marco Manetti e Antonio Manetti, i quali hanno scritto la sceneggiatura con Luna Gualano e Emiliano Rubbi, è stato prodotto da Mompracem con la partecipazione di Rai Cinema e Calabria Film Commission. Le riprese del film si sono svolte a Reggio Calabria e Palmi.

## Distribuzione
Il film è stato presentato in anteprima alla Festa del Cinema di Roma 2024.
Il trailer del film è stato presentato il 10 febbraio 2025 attraverso i canali social e il film è stato distribuito nelle sale italiane dal 20 marzo 2025.

## Accoglienza

### Incassi
Il film ha incassato 534944 €.

### Critica
Il film è stato accolto con recensioni perlopiù favorevoli da parte della Critica cinematografica.
Federico Gironi di Comingsoon.it associa al film Chi segna vince di Taika Waititi, che sebbene presenti «differenze anche evidenti» nella trama vi riscontra una somiglianza in quanto «il calcio interessa fino a un certo punto, è solo un pretesto per parlare di altre questioni», come «quello che non va in una certa idea di successo, non solo calcistico: fama e denaro che si tramutano in arroganza, disprezzo delle regole e del prossimo», trovando che la trama «manca di ritmo, di sostanza, ma anche una direzione chiara».

## Riconoscimenti
- 2025 – Nastro d'argento
  - Candidatura alla migliore commedia
  - Candidatura al migliore attore in un film commedia a Rocco Papaleo

- 2025 – Globo d'oro[11]
  - Miglior commedia